# Antiguos jardines reales (Venecia)
Los antiguos jardines reales de Venecia (en italiano Giardini ex reali) son un parque público muy próximo a la plaza de San Marcos (Véneto, Italia). Durante el siglo XIX fueron conocidos como jardines napoleónicos.

## Descripción
Se trata de un terreno con vistas al agua de la laguna de Venecia, densamente arbolado, justo detrás de las Procuradurías Nuevas (Procuratie Nuove). La obra inicial se llevó a cabo por deseo de Eugenio Bonaparte, que quería mejorar las vistas desde su aposento en las Procuradurías Nuevas. Así se destruyeron tres edificios públicos del siglo XIV, que habían sido silos para el cereal.
Su actual configuración es obra de los arquitectos Carlo Aymonino (1926-2010) y G. Barbini, que en el año 1997 restauraron y recuperaron la zona. 
En su extremo oriental se levanta la Zecca, diseñada por Jacopo Sansovino.

## Galería

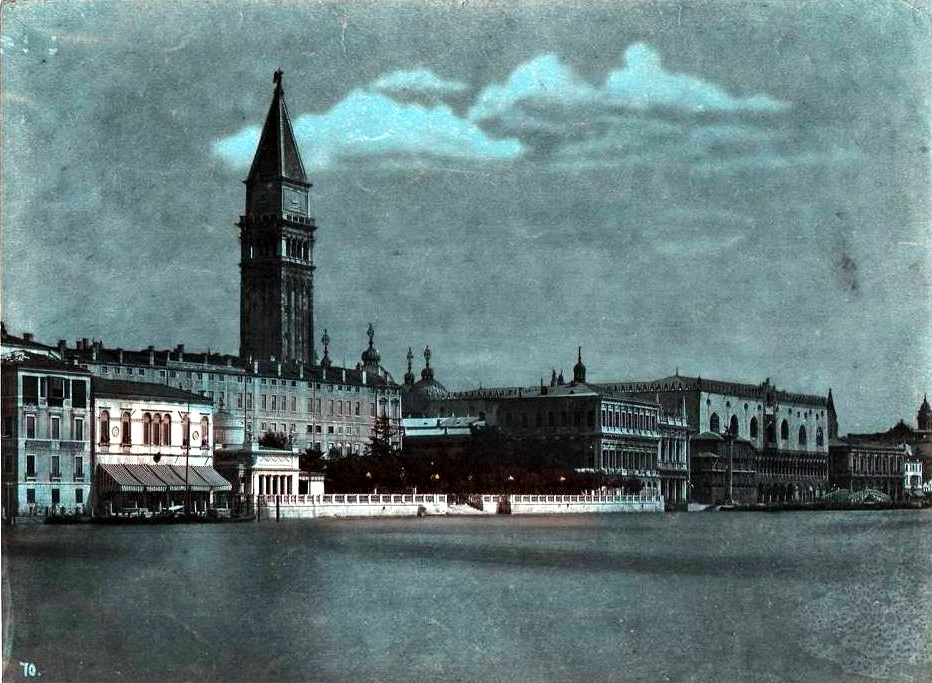
Imagen nocturna, por Carlo Naya (1816-1882).
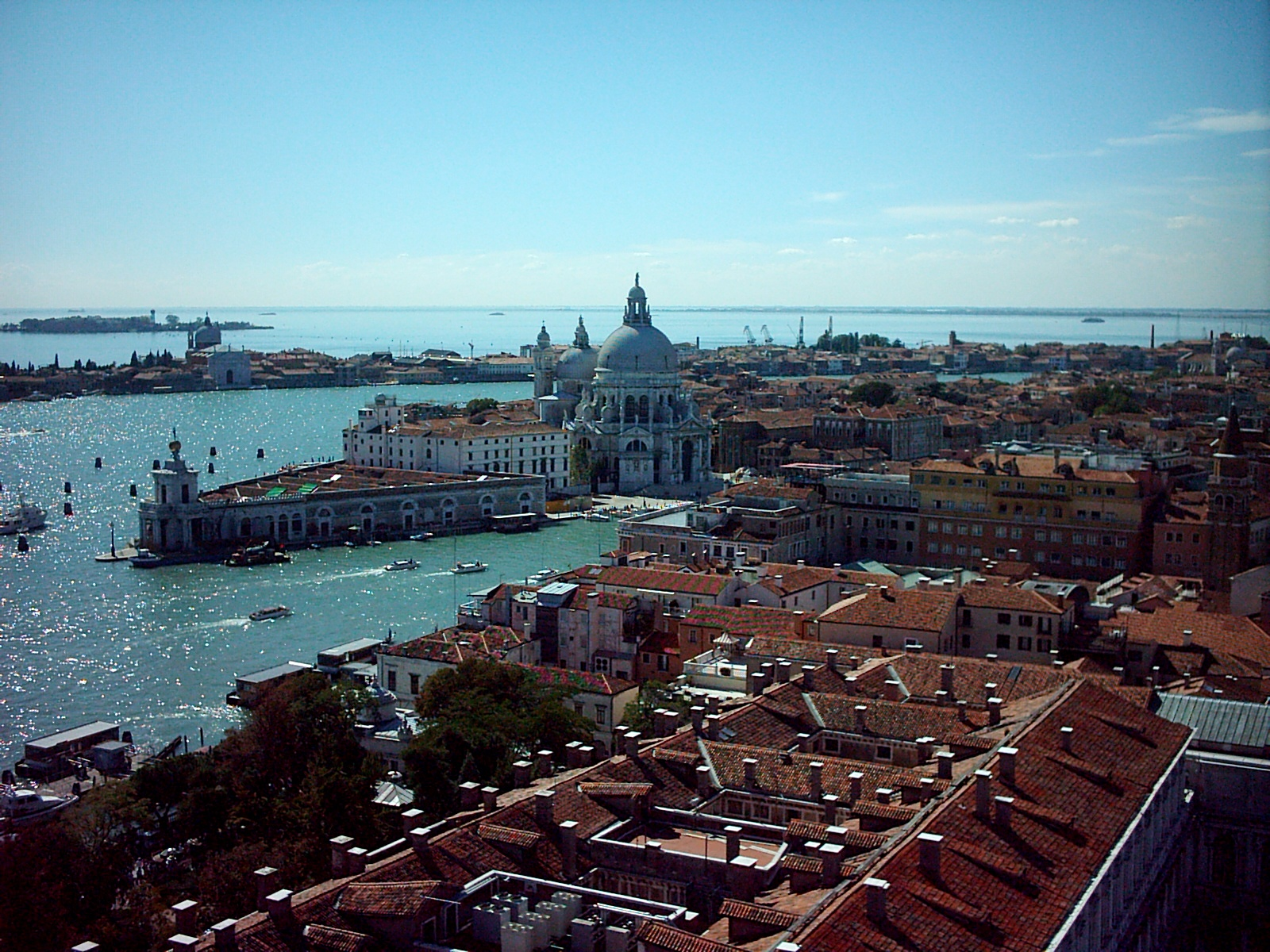
Vista desde el Campanile de San Marcos.